# Ванновское сельское поселение
Ванно́вское сельское поселение — муниципальное образование в Тбилисском районе Краснодарского края России.
В рамках административно-территориального устройства Краснодарского края ему соответствует Ванновский сельский округ.
Административный центр — село Ванновское.

## Население
| 2010  | 2012  | 2013  | 2014  | 2015  | 2016  | 2017  |
| ----- | ----- | ----- | ----- | ----- | ----- | ----- |
| 5161  | ↗5169 | ↘5155 | ↗5181 | ↗5223 | ↗5255 | ↗5282 |
| 2018  | 2019  | 2020  | 2021  | 2023  |       |       |
| ↗5293 | ↗5294 | ↗5316 | ↘5150 | ↘5066 |       |       |

## Населённые пункты
В состав сельского поселения (сельского округа) входят 7 населённых пунктов:
| № | Населённый пункт     | Тип населённого пункта | Население (чел.) |
| - | -------------------- | ---------------------- | ---------------- |
| 1 | Ванновское           | село                   | ↘1603            |
| 2 | Весёлый              | хутор                  | ↘106             |
| 3 | Красный Зеленчук     | хутор                  | ↘200             |
| 4 | Новопеховский Первый | хутор                  | ↘302             |
| 5 | Северокубанский      | хутор                  | ↘1153            |
| 6 | Шевченко             | хутор                  | ↘1212            |
| 7 | Шереметьевское       | село                   | ↘585             |